# Hélé Béji
Pour les articles homonymes, voir Béji.
Hélé Béji (arabe : هالة الباجي), née Hélé Ben Ammar le 1er avril 1948 à Tunis, est une écrivaine tunisienne.
Agrégée de lettres modernes, elle a enseigné la littérature à l'université de Tunis avant de travailler à l'Unesco en tant que fonctionnaire internationale. En 1998, elle fonde le Collège international de Tunis qu'elle préside.
Elle a écrit bon nombre de livres et a participé à de nombreux ouvrages collectifs. Elle publie aussi des articles dans les revues Le Débat et Esprit. En 2008, elle fait partie du jury du Prix du roman arabe.

## Biographie

### Formation et vie professionnelle
Hélé Béji naît dans un faubourg de la médina de Tunis (Rbat). Elle est la fille du ministre Mondher Ben Ammar et la sœur du producteur de cinéma et homme d'affaires Tarak Ben Ammar.
Après des études secondaires au lycée Carnot de Tunis, elle poursuit des études supérieures de lettres à la Sorbonne (Paris) où elle obtient l'agrégation de lettres modernes en 1973. Elle est la première femme tunisienne à obtenir cette agrégation. Elle est ensuite maître-assistante à la faculté de lettres de Tunis et à l'École normale supérieure de Tunis. Elle est radiée de l'université tunisienne le 5 décembre 1987, peu après le coup d'État du 7 novembre 1987, et n'a jamais été réintégrée depuis. Elle occupe par ailleurs un poste de fonctionnaire international à l'Unesco entre 1980 et 1987.

### Réflexions sur la décolonisation
En 1982, elle publie son premier livre, Le Désenchantement national, essai sur la décolonisation,,,,, une analyse critique des nouvelles formes d'arbitraire politique qui avaient suivi l'indépendance tunisienne, en particulier la monopolisation du pouvoir par le parti unique, l'absence de liberté d'expression, et le caractère despotique du pouvoir personnel du temps du président Habib Bourguiba. Dans un récit autobiographique, L'Œil du jour,,,,, elle s'attache à raconter la vie quotidienne dans la médina de Tunis, où la société est décrite dans un style poétique et satirique, à travers des souvenirs personnels et des scènes de genre où sont évoquées les formes de la servitude sociale et politique, la mélancolie et l'impuissance des petites gens palpables à travers la narration.
Dans ses livres et travaux suivants, comme Nous, décolonisés, elle tente à travers une écriture existentielle et philosophique de décrypter les dominations, liées aux dérives du politique après l'indépendance, sur les populations libérées du colonialisme extérieur, mais pas de la « colonisation » des Tunisiens eux-mêmes. Elle y mène une critique des dérèglements politiques et intellectuels de ces sociétés en quête de leur liberté introuvable. Elle décrit dans L'imposture culturelle l'atmosphère d'étouffement, d'impuissance et de désespoir qui s'est emparée du peuple et des élites, liées aussi au discours de l'identité culturelle elle-même et au danger des radicalismes,,,,,,,.
Elle brosse ainsi peu à peu, dans ses ouvrages, un « portrait du décolonisé », en pointant les aliénations postcoloniales, le mal-être lié à la quête de liberté et aux régressions identitaires. Elle s'intéresse à l'avant-garde théâtrale tunisienne, où elle met en valeur les audaces politiques de cette création libertaire contre un pouvoir répressif. Ses positions contre la guerre du Golfe, à travers ses textes des années 1990, vont aussi dans le sens d'une critique des rapports de domination entre le Nord et le Sud,,. Elle essaie de rendre compte, sous diverses formes, des inhibitions profondes liées aux interdits pesant sur la vie politique, religieuse, sociale et morale des pays décolonisés à travers l'exemple tunisien, en tentant d'approfondir les notions d'indépendance et d'émancipation,,. Elle s'attache aussi à développer une thématique autour de la notion de civilité et de la question méditerranéenne post-coloniale,. Elle consacre également des ouvrages à la question féminine comme Une force qui demeure et Islam Pride. Derrière le voile, ce dernier tentant de dépasser ce que l'auteur appelle « la guerre civile du voile », et décrit des signes de sécularisation des courants islamiques au cœur des sociétés modernes, ainsi que la cohabitation inéluctable entre l'islam et la démocratie, avant que le mouvement Ennahdha ne gagne les élections du 23 octobre 2011.

### Collège international de Tunis
Tout en creusant sa réflexion sur la fermeture politique des sociétés post-coloniales, elle élargit son engagement en fondant en 1998, dans sa maison natale de Tunis, un espace de libre débat, le Collège international de Tunis où, sans autorisation légale et sous surveillance, elle donne la parole aux intellectuels tunisiens et étrangers, sur des thèmes ayant trait aux thématiques culturelles et politiques contemporaines. Elle donne à cette occasion la parole à des intellectuels français engagés comme Jacques Derrida et Jorge Semprún. Le 3 juin 2001, elle organise un débat sur le droit d'ingérence, animé par Bernard Kouchner de retour du Kosovo,  après avoir passé outre une interdiction de réunion. Durant le même mois, elle offre une tribune à Mohamed Charfi, où il présente sa grande réforme du système éducatif, dans une conférence tenue le 9 juin, alors que son livre Islam et liberté est interdit. Durant l'été, elle invite Jean Daniel, dont le dernier livre avait été retiré des librairies à cause d'un passage critique sur le régime de Zine el-Abidine Ben Ali, pour une conférence intitulée « Mémoires et engagements ». Hélé Béji publie le 19 juillet une tribune dans Le Nouvel Observateur, intitulée « La femme embastillée », pour protester contre l'arrestation de Sihem Bensedrine à Tunis.
Durant les années 2000, les conférences se succèdent au Collège international de Tunis, dans une ambiance de plus en plus affranchie, sur des thèmes de politique ou de société, tels que les attentats du 11 septembre 2001 avec Jean Baudrillard, la revue Esprit dirigée par Olivier Mongin, la guerre d'Irak avec Olivier Roy, les Lumières avec Boualem Sansal, Régis Debray et Danièle Sallenave, la recherche de la civilité avec Marc Augé et François Jullien, un hommage à Jean Duvignaud avec l'École de sociologie de l'université de Tunis, etc. En 2009 se tiennent deux conférences particulièrement sensibles, l'une intitulée « Malaise dans la liberté » en octobre, avec Myriam Revault d'Allonnes et Danièle Sallenave, l'autre autour de l'élection de Barack Obama.
Après la révolution de 2011, elle organise une série de conférences autour de l'« invention démocratique » où elle reçoit en particulier Felipe González, ancien président du gouvernement espagnol. En décembre, le Collège international de Tunis organise en partenariat avec l'Académie de la latinité et le Forum international de Réalités un grand colloque à Hammamet intitulé « Les nouveaux imaginaires démocratiques ».
En 2012, elle organise avec la société civile et universitaire une autre série de conférences autour du thème « Démocratie de citoyens, démocratie de croyants ? ». Le Collège international de Tunis poursuit son cycle de rencontres pour approfondir la réflexion historique et culturelle autour de l'avènement de la démocratie en Tunisie après la révolution. Les amis du collège suivent « Penser la démocratie », une initiative de l'Observatoire tunisien de la transition démocratique. Les rencontres de l'année mettent en exergue la nécessité d'identifier les obstacles et les paradoxes liés à la cohabitation entre le courant islamiste et le courant moderniste. L'indépendance culturelle du collège lui permet de travailler hors des points de vue partisans et d'engager une réflexion critique sur tout ce qui, par excès de polémique et de médiatisation superficielle, donnerait une image fausse de la réalité tunisienne dans cette phase délicate de conversion de l'État et de l'opinion publique à des pratiques démocratiques méthodiques, loyales et rigoureuses. Le collège n'hésite pas à mettre en présence des figures politiques se référant à l'islamisme politique et des figures intellectuelles d'un engagement adverse, en maintenant le cap d'un dialogue pacifique et civil entre les meilleurs éléments de leurs élites. En août, le collège organise une initiative, avec le Forum international de Réalités, le Centre des stratégies pour la sécurité du Sahel-Sahara et la participation d'experts européens, africains et tunisiens, sur la situation dramatique du Sahel.

## Décorations
- Chevalier de la Légion d'honneur (janvier 2019)[51], décoration remise par l'ambassadeur de France en Tunisie, Olivier Poivre d'Arvor.
- Grand officier de l'ordre tunisien du Mérite (octobre 2019)[52], décoration remise par le président de la République par intérim Mohamed Ennaceur.

## Récompenses
- Prix de l'Afrique méditerranéenne de l'Association des écrivains de langue française 1983[53] ;
- Grand prix Hervé-Deluen de l'Académie française 2016[54],[55]

## Publications

### Ouvrages
- Désenchantement national : essai sur la décolonisation, Paris, La Découverte, 1982, 154 p. (ISBN 978-2707113085).
- L'Œil du jour, Paris, Maurice Nadeau, 1985 (réimpr. Tunis, Cérès Productions, 1993), 256 p. (ISBN 978-2862310589).
- Albert Memmi (dir.), Anthologie des écrivains francophones de langue française, Paris, Seghers, 1985.
- Le devoir d'ingérence, Paris, Denoël, 1987.
- Itinéraire de Paris à Tunis : satire, Paris, Blandin Noël/Sillages, 1992, 120 p. (ISBN 978-2907695510).
- L'art contre la culture : Nûba, Paris, Intersignes, 1994, 88 p.
- L'imposture culturelle, Paris, Stock, 1997, 164 p. (ISBN 978-2234047211)[56].
- Bassma Kodmani (dir.), Les États arabes face à la contestation islamiste, Paris, Dalloz-Sirey, 1997, 318 p. (ISBN 978-2200015336).
- Jérôme Bindé (dir.), Les clés du XXIe siècle, Paris, Unesco/Seuil, 2000, 515 p. (ISBN 978-2020412216).
- « La robe blanche à petits pois », dans Une enfance outre-mer, Paris, Éditions du Seuil, 2001 (ISBN 978-2020426251).
- Jérôme Bindé (dir.), Où vont les valeurs, Paris, Albin Michel, 2004, 400 p. (ISBN 978-2226142450).
- « Baudrillard City », dans Cahier Baudrillard, Paris, L'Herne, 2004.
- « La vague et le rocher », dans Dernières nouvelles de l'été, Tunis, Elyzad, 2005 (ISBN 978-9973580009)[57].
- Une force qui demeure, Paris, Arléa, 2006, 174 p. (ISBN 978-2869597259).
- Entre Orient et Occident : Juifs et musulmans en Tunisie, Paris, Éditions de l'Éclat, 2007, 379 p. (ISBN 978-2841621446)[58].
- Nous, décolonisés, Paris, Arléa, 2008, 240 p. (ISBN 978-2869597990).
- « Jamais, je ne me suis couchée de bonne heure », dans Enfances tunisiennes, Tunis, Elyzad, 2010 (ISBN 978-9973580320).
- Islam Pride : derrière le voile, Paris, Gallimard, 2011, 152 p. (ISBN 978-2070132706).
- Dommage, Tunisie : la dépression démocratique, Paris, Gallimard, coll. « Tracts » (no 9), 2019, 48 p. (ISBN 978-2072887154).

### Articles de presse
- « Renaissance ou contre-révolution ? », Le Temps, 3 novembre 2011
- « Au-delà du scrutin », Le Temps, 8 novembre 2011
- « Or noir », Le Temps, 17 novembre 2011
- « Rêver la démocratie », Le Temps, 15 décembre 2011
- « Tunisiens, ne trahissez pas les nobles idéaux de votre révolution ! », Le Monde, 18 janvier 2012
- « La barbarie à visage humain en Tunisie », Le Temps, 31 janvier 2012
- « Les portes de la liberté », Le Temps, 8 février 2012
- « La nouvelle discorde », Le Temps, 29 février 2012
- « L'université en péril », Le Temps, 18 mars 2012
- « Sortir de la domination », Le Temps, 3 avril 2012
- « Incivilités démocratiques », Le Temps, 19 avril 2012
- « Boualem Sansal privé du Prix du roman arabe », Le Monde, 15 juin 2012
- « Ces salafistes, nos enfants », Le Temps, 29 novembre 2012
- « Béji Caïd Essebsi ou le discours (politique) de la méthode (I) », Le Temps, 9 décembre 2012
- « Béji Caïd Essebsi ou le discours (politique) de la méthode (II) », Le Temps, 11 décembre 2012
- « Béji Caïd Essebsi ou le discours (politique) de la méthode (III) », Le Temps, 19 décembre 2012
- « Béji Caïd Essebsi ou le discours (politique) de la méthode (IV) », Le Temps, 20 décembre 2012
- « Lettre à Hamadi Jebali, Premier ministre et Premier fantassin », Le Temps, 16 février 2013